# Hrabia Longford

## Informacje ogólne
- Dodatkowymi tytułami hrabiego Longford są:
  - baron Longford
  - baron Silchester
  - baron Pakenham
- Najstarszy syn hrabiego Pakenham nosi tytuł lorda Silchester
- Rodową siedzibą hrabiów Longford jest Tullynally Castle w hrabstwie Westmeath

Baronowie Aungier of Longford (parostwo Irlandii)
- 1621–1632: Francis Aungier, 1. baron Aungier of Longford
- 1632–1655: Gerald Aungier, 2. baron Aungier of Longford
- 1655–1700: Francis Aungier, 3. baron Aungier of Longford

Hrabiowie Longford 1. kreacji (parostwo Irlandii)
- 1677–1700: Francis Aungier, 1. hrabia Longford
- 1700–1706: Ambrose Aungier, 2. hrabia Longford

Baronowie Longford 1. kreacji (parostwo Irlandii)
- 1756–1776: Thomas Pakenham, 1. baron Longford
- 1776–1792: Edward Michael Pakenham, 2. baron Longford
- 1792–1835: Thomas Pakenham, 3. baron Longford

Hrabiowie Longford 2. kreacji (parostwo Irlandii)
- 1785–1794: Elizabeth Pakenham, 1. hrabia Longford
- 1794–1835: Thomas Pakenham, 2. hrabia Longford
- 1835–1860: Edward Michael Pakenham, 3. hrabia Longford
- 1860–1887: William Lygon Pakenham, 4. hrabia Longford
- 1887–1915: Thomas Pakenham, 5. hrabia Longford
- 1915–1961: Edward Arthur Henry Pakenham, 6. hrabia Longford
- 1961–2001: Francis Aungier Pakenham, 7. hrabia Longford
- 2001 -: Thomas Francis Dermot Pakenham, 8. hrabia Pakenham

Najstarszy syn 8. hrabiego Pakenham: Edward Melchior Pakenham, lord Silchester